# Christopher Wanjek
Christopher Wanjek je novinář a autor v oblasti zdraví a vědy se sídlem ve Spojených státech .

## Životopis
Wanjek získal bakalářský titul v oboru žurnalistiky na Temple University a magisterský titul na Harvard School of Public Health. Je autorem Bad Medicine: Odhalení mylných představ a zneužití, od léčení na dálku po vitamín O a Food at Work: Řešení podvýživy, obezity a chronických nemocí na pracovišti. V roce 2020 Wanjek vydal prostřednictvím Harvard University Press knihu Kosmonauti: Jak lidé obsadí Měsíc, Mars a ještě vzdálenější. Mezi dalšími pozitivními recenzemi byla Michaelem Shermerem, vydavatelem časopisu Skeptic, tato práce popsána jako „nejlepší kniha ... o průzkumu vesmíru od dob Isaaca Asimova“. Food at Work, napsané pro Mezinárodní organizaci práce, bylo od té doby představeno v mnoha zemích, převážně v Jižní Americe. Koncept „Food at Work“ i konečného produktu byl chválen odbory a odborníky na výživu v čele s emeritním profesorem výživy A. Stewartem Truswellem z University of Sydney, který jej popsal jako „krásně navrženou, psanou a tištěnou knihu, kterou by měl využít kdokoli, kdo kdekoli na světě radí o jídle při práci.“ Projekt inspiroval vládní legislativu ke zlepšení programů výživy pracovníků v Mexiku, Litvě, Uruguayi a jinde v Jižní Americe.
Do roku 2007 pracoval Wanjek v Goddardově vesmírném letovém středisku NASA (National Aeronautics and Space Administration) v Greenbeltu v Marylandu jako autor článků o astronomii a také na volné noze pro astronomické časopisy jako Sky & Telescope a Astronomy. V současné době je v časopise Astronomical Society of the Pacific redaktorem „Astrofyzika v křesle“.
V letech 1999 až 2004 byl pro CBS Healthwatch (CBS Zdravotní Hlídka) a zdravotní sekci Washington Post Wanjek autorem mnoha článků z oblasti zdraví. Od roku 2006 psal pro časopis LiveScience týdenní sloupek „Špatná medicína“. Zde byl v roce 2009 uveřejněn sloupek, který kritizoval papeže Benedikta XVI. za to, že uvedl, že kondomy zhoršují epidemii AIDS.
Během studií na Temple University, byl Wanjek spolu se svým bývalým spolubydlícím, spisovatelem a režisérem Adamem McKay a Paulem F. Tompkinsem součástí Filadelfské komediální scény. Od roku 1998 Wanjek píše pro The Tonight Show s Jayem Leno.